# 林清照
林清照（？—？），福建省福州府閩清縣人，清朝政治人物、同進士出身。
光緒二十一年（1895年），参加光緒乙未科殿試，登進士三甲102名。同年五月，改翰林院庶吉士。光緒二十四年四月，散館，著以知县即用。